# Semaine 12
D'après la norme ISO 8601, une semaine débute un lundi et s'achève un dimanche, et une semaine dépend d'une année lorsqu'elle place une majorité de ses sept jours dans l'année en question, soit au moins quatre. Dès lors, la semaine 12 est la semaine du douzième jeudi de l'année. Elle suit la semaine 11 et précède la semaine 13 de la même année.
La semaine 12 est pratiquement toujours la semaine du 22 mars, sauf exceptionnellement, dans le cas d'une année bissextile commençant un jeudi.
Elle commence au plus tôt le 15 mars et au plus tard le 22 mars.
Elle se termine au plus tôt le 21 mars et au plus tard le 28 mars.

## Notations normalisées
La semaine 12 dans son ensemble est notée sous la forme W12 pour abréger.
| Jour de la semaine 12 | Notation |
| --------------------- | -------- |
| Lundi                 | W12-1    |
| Mardi                 | W12-2    |
| Mercredi              | W12-3    |
| Jeudi                 | W12-4    |
| Vendredi              | W12-5    |
| Samedi                | W12-6    |
| Dimanche              | W12-7    |

## Cas de figure
| Cas | Le 31 décembre est… | L'année est une année… | Le douzième jeudi de l'année tombe… | La semaine 12 débute… | La semaine 12 s'achève… | Premier cas après 2008 |
| --- | ------------------- | ---------------------- | ----------------------------------- | --------------------- | ----------------------- | ---------------------- |
| 0   | Un vendredi         | bissextile DC          | Le 18 mars                          | Le lundi 15 mars      | Le dimanche 21 mars     | 2032                   |
| 1   | Un jeudi            | D ou ED                | Le 19 mars                          | Le lundi 16 mars      | Le dimanche 22 mars     | 2009                   |
| 2   | Un mercredi         | E ou FE                | Le 20 mars                          | Le lundi 17 mars      | Le dimanche 23 mars     | 2014                   |
| 3   | Un mardi            | F ou GF                | Le 21 mars                          | Le lundi 18 mars      | Le dimanche 24 mars     | 2013                   |
| 4   | Un lundi            | G ou AG                | Le 22 mars                          | Le lundi 19 mars      | Le dimanche 25 mars     | 2018                   |
| 5   | Un dimanche         | A ou BA                | Le 23 mars                          | Le lundi 20 mars      | Le dimanche 26 mars     | 2017                   |
| 6   | Un samedi           | B ou CB                | Le 24 mars                          | Le lundi 21 mars      | Le dimanche 27 mars     | 2011                   |
| 7   | Un vendredi         | C                      | Le 25 mars                          | Le lundi 22 mars      | Le dimanche 28 mars     | 2010                   |

1. 1 2 3  Dans ce cas, l'année compte une semaine 53.